# Ludwig von Deines
Friedrich Wilhelm Ludwig Heinrich Deines, ab 1849 Ritter von Deines (* 19. Juni 1818 in Hanau; † 25. November 1901 ebenda), war ein deutscher Gutsbesitzer und Abgeordneter des Kurhessischen Kommunallandtages des Regierungsbezirks Kassel. 

## Leben

### Herkunft und Familie
Ludwig Deines wurde als Sohn des Geheimen Finanzrats Johann Michael von Deines (1790–1857) und dessen Gemahlin Wilhelmine Klein (1789–1833) geboren. Am 20. November 1841 heiratete er in Kassel Emilie Pfeiffer (1816–1866). Aus der Ehe gingen zwei Töchter und der Sohn Adolf (1845–1911), General der Kavallerie und Generaladjutant von Kaiser Wilhelm II., hervor.

### Wirken
Ludwig verwaltete die Güter seines Vaters, war Gutsbesitzer und in den Jahren 1868 bis 1885  – mit Unterbrechungen – Vertreter des Abgeordneten Landgrafen Alexis von Hessen-Philippsthal-Barchfeld im Kurhessischen Kommunallandtag. 1876 wurde er in den Stadtrat von Hanau gewählt, doch  lehnte er die Wahl ab. Von 1886 an war er Mitglied des Kreistages Hanau. Aus Altersgründen legte er 1891 alle öffentlichen Ämter nieder. 

### Auszeichnungen
- 1. September 1849: österreichischer erblicher Adels- und Ritterstand